# Два любовника Джулии
«Два любовника Джулии» (англ. Julia Has Two Lovers) — художественный фильм 1991 года совместного производства США и Канады, мелодрама с элементами комедии, снятая режиссёром Башаром Шбиш. Фильм является одной из ранних актёрских работ Дэвида Духовны.
фильм был снят в 1990 году, вышел на экраны в 1991 году. По сути фильм представляет собой диалоги, состоявшиеся между 3 героями в течение 3 дней. Премьера фильма состоялась 22 марта 1991 года в США.

## Сюжет
Джулия — молодая женщина, писательница, пишущая книжки для детей. Она живёт в одной квартире вместе со своим любовником Джеком. Джек строит планы женитьбы, но Джулия ещё не готова к браку, так как до конца не уверена в своём избраннике.
Однажды Джулии по телефону звонит неизвестный молодой человек — оказывается он просто неправильно набрал номер, зовут же его Дэниел. У Джулии завязывается с ним разговор, она говорит с ним о наболевшем — о подъёмах и спадах в их с Джеком отношениях. Проболтав с Дэниелом несколько часов, Джулия приглашает его к себе домой.
Эта встреча завершается бурной ночью. На следующий же день Джулия узнаёт, что не такими уж и случайными были их отношения. Оказывается Дэниел специально звонит незнакомым женщинам с целью их соблазнения. В дальнейшем он практически никогда не встречается со своими любовницами снова, так как боится ответственности. Джулии же удаётся помочь Дэниелу справиться с его проблемами.

## В ролях
- Дэфна Кэстнер — Джулия
- Дэвид Духовны — Дэниел
- Дэвид Чарлз — Джек
- Тим Рэй — Лео
- Клэр Бэнкрофт — Джеки
- Мартин Донован — Фредди
- Анита Олэник — Урсулла